# Iskandar Aznaurov
Isgender Aznaurov (en azéri : İsgəndər Aznaurov) (1956, Boukhara, Ouzbékistan - 1993, Gədəbəy, Azerbaïdjan) est un Héros national de l'Azerbaïdjan, il est tombé en martyr pendant la guerre du Haut-Karabagh.

## Biographie
Isgender Aznaurov est né le 16 août 1956 dans le village Qala-Asiya, dans la province de Boukhara en Ouzbékistan. Il a commencé sa scolarité en 1963 et a terminé ses études secondaires en 1973. 
Après avoir effectué son service militaire à Cherkessk, en Ukraine, il entra à l'Institut d'irrigation de Tachkent en 1978 et obtint son diplôme en 1983. Il a ensuite travaillé pendant un certain temps à Achanqaran, dans la province de Tachkent. 
En 1989, après les événements sanglants dans la vallée de Fergana en Ouzbékistan, comme des centaines de milliers de turcs meskètes il a du fuir le pays. En 1990, il s'est installé avec sa famille, dans le village de Kur, dans la région de Shamkir en Azerbaïdjan. Il a travaillé dans une usine de
construction mécanique. 

### Vie privée et familiale
Il était marié et avait trois filles.

## Guerre du Haut-Karabagh
Au printemps 1992, lorsque les arméniens ont commencé à attaquer les territoires azerbaïdjanais, Isgandar Aznaurov a volontairement rejoint les rangs des Forces armées azerbaïdjanaises. Il a participé aux combats d'une tour dans la ville de Shinix. Cette tour porte actuellement son nom. Il a pu détruire quatre canons, plusieurs entrepôts de munitions de l'ennemi. En été 1993, Aznaurov a détruit un poste ennemi. Après cette attaque, les arméniens ont promis d'accorder une récompense monétaire à la personne qui leur ramènera Isgender Aznaurov. Aznaurov a été nommé adjoint du commandant d'artillerie à l'unité militaire N. Il a participé à des opérations telles que "Mutudara", "Ardağı", "rocher de kaftar " et "pierre de lezgi ".

## Sa mort
Le 18 avril 1993, il est tombé en martyr lors d'un combat à Gedebey, Örükdaş. Il a été enterré dans l'allée des martyrs de Bakou qui est un cimetière-mémorial dédié au martyrs. 

## Lieux et institutions nommés en l'honneur de Isgender Aznaurov
En son honneur, dans la région de Gedebey, aux hauteurs de Mormor, il y a la tour Isgender et le poste Isgender. La balle KS19 utilisée par Aznaurov est toujours conservé. Un village dans la région de Shemkir porte actuellement son nom. 
Son buste est soulevé dans l'unité militaire N de Gedebey. L'école n°1 du village de Kur de la région de Shamkir porte son nom. Il y a également son buste devant l'entrée de cette école. 
Un musée commémoratif a été créé à l'école secondaire n°2 dans le district de Shamkir. Le musée dispose d'un stand photo reflétant la vie d'Aznaurov et sa participations aux combats, de plus des objets personnels y sont exposés.

## Filmographie
En 2013, un documentaire intitulé « Les héros de la forteresse inébranlable » a été filmé en hommage aux héros national de Gedebey, Mazahir Rustamov, Ilham Aliyev, Aytekin Mammadov et Isgender Azanurov.

## Récompenses et prix
En vertu du décret du président de la République d'Azerbaïdjan en date du 15 janvier 1995, le lieutenant Aznaurov Isgender fils de Söhrab s'est vu attribuer le titre de "Héros national de l'Azerbaïdjan".
- 1995 - Héros national de l'Azerbaïdjan
- 1998 - Médaille "Étoile d'Or"